# Ainsworth Hot Springs (British Columbia)
Ainsworth Hot Springs ist eine kleine Ortschaft im Südosten von British Columbia; wenige Autostunden von Kelowna, Revelstoke oder Calgary entfernt. Der Ort ist für seine warmen Thermalquellen bekannt. Als Besonderheit sind die Tropfsteinhöhlen, aus denen der Thermalstrom entspringt, für die badenden Besucher direkt zugänglich. Auf Grund der hohen Temperaturen – sowohl des Wassers, als auch der Raumluft – in den Höhlen, ist ein Aufenthalt nur bis zu 15 Minuten anzuraten. Die Höhle ist eben aus einem Außenpool zugänglich. Zudem verfügt das Thermalbad über ein kühleres (37 °C), größeres Außenbecken. Dem Thermalbadebetrieb ist ein Hotel mittlerer Größe unmittelbar angegliedert. Weitere Unterkunftsmöglichkeiten am Ort sind zwei kleine Motels und zwei Bed & Breakfast - Familien.

## Demographie
Der Zensus im Jahr 2016 ergab für die Gemeinde eine Bevölkerungszahl von 20 Einwohnern, nachdem der Zensus im Jahr 2011 für die Gemeinde noch eine Bevölkerungszahl von 30 Einwohnern ergab. Die Bevölkerung hat dabei im Vergleich zum letzten Zensus im Jahr 2011 nochmals um 33,3 % abgenommen und sich damit wieder gegen den Provinzdurchschnitt mit einer Bevölkerungszunahme in British Columbia um 5,6 % entwickelt. Im Zensuszeitraum 2006 bis 2011 hatte die Einwohnerzahl in der Gemeinde, entgegen dem Trend der Provinz, um 40,0 % abgenommen, während sie im Provinzdurchschnitt um 7,0 % zunahm.